# شرکسباخ
شرکسباخ (به آلمانی: Schrecksbach) یک شهر در آلمان است که در شوالم-ادر واقع شده‌است. شرکسباخ ۳٬۳۳۰ نفر جمعیت دارد.